# Bernardo Mota
Bernardo Gonçalves Pereira Mota (* 14. Juni 1971 in Lissabon) ist ein ehemaliger portugiesischer Tennisspieler.

## Karriere
Mota ist neben Nuno Marques, João Cunha e Silva und Emanuel Couto Teil der sogenannten „Goldenen Generation“ des portugiesischen Tennis. Er nahm an den Olympischen Spielen in Barcelona, Atlanta und Sydney teil und bestritt zwischen 1991 und 2004 30 Spiele für die portugiesische Davis-Cup-Mannschaft.
Den einzigen Turniersieg seiner Karriere erreichte er 1996 beim ATP-Turnier von Porto im Doppel gemeinsam mit Emanuel Couto.
Später arbeitete er als Trainer beim Clube de Ténis von Carcavelos.

## Erfolge
| Legende (Anzahl der Siege)                       |
| Grand Slam                                       |
| Tennis Masters Cup ATP World Tour Finals         |
| ATP Masters Series ATP World Tour Masters 1000   |
| ATP International Series Gold ATP World Tour 500 |
| ATP International Series ATP World Tour 250 (1)  |
| ATP Challenger Series (1)                        |

| ATP-Titel nach Belag |
| Hartplatz (0)        |
| Sand (1)             |
| Rasen (0)            |

### Doppel

#### Turniersiege

##### ATP Tour
| Nr. | Datum         | Turnier | Belag | Partner       | Finalgegner                 | Ergebnis      |
| --- | ------------- | ------- | ----- | ------------- | --------------------------- | ------------- |
| 1.  | 16. Juni 1996 | Porto   | Sand  | Emanuel Couto | Joshua Eagle Andrew Florent | 4:6, 6:4, 6:4 |

##### Challenger Series
| Nr. | Datum         | Turnier | Belag | Partner       | Finalgegner                     | Ergebnis       |
| --- | ------------- | ------- | ----- | ------------- | ------------------------------- | -------------- |
| 1.  | 18. Juni 2000 | Espinho | Sand  | Emanuel Couto | Nuno Marques João Cunha e Silva | 4:6, 7:5, 7:64 |